# Pericallia sipahila
Pericallia sipahila är en fjärilsart som beskrevs av Embrik Strand 1919. Pericallia sipahila ingår i släktet Pericallia och familjen björnspinnare. Inga underarter finns listade i Catalogue of Life.